# Kimcshon Szangmu FC
A Kimcshon Szangmu FC (hangul: 김천 상무 프로축구단, handzsa: 金泉 尚武 프로蹴球團) egy dél-koreai labdarúgóklub, melynek székhelye Kimcshonban, Észak-Kjongszangban található. A klubot 1984-ben alapították Szamgmu FC néven és a K League 2-ben szerepel. A Szangmu Dél-Korea fegyveres erejének a sportegyesülete. 
A labdarúgócsapat keretét olyan fiatal profi dél-koreai labdarúgók alkotják, akik a két éves kötelező sorkatonai szolgálatukat teljesítik. Minden szezon kezdetén 15 labdarúgó csatlakozik és tölt el két évet a Kimcshon csapatában, majd azt követően visszatérnek a korábbi klubjukhoz. A Szangmu FC a katonai státusz miatt nem engedélyezi a külföldi labdarúgók szerepeltetését. 
A dél-koreai bajnokságot még nem sikerült megnyerniük, a legjobb eredményük egy negyedik helyezés 2020-ból. Hazai mérkőzéseiket a Kimcshon Stadionban játsszák, ami 25 000 néző befogadására alkalmas. 

## Névváltoztatások
- 1984–2002: Szangmu FC
- 2002–2003: Kvangdzsu Szangmu Bulszajo FC
- 2004–2010: Kvangdzsu Szangmu FC
- 2011–2012: Szangdzsu Szangmu Phoenix FC
- 2013–2020: Szangdzsu Szangmu FC
- 2021: Kimcshon Szangmu FC

## Sikerlista
- Dél-koreai bajnokság negyedik helyezett (1): 2020
- Dél-koreai másodosztályú bajnok (3): 2013, 2015, 2021